# Frenchman's Cay
Frenchman's Cay är en ö i Belize. Den ligger i distriktet Belize, i den nordöstra delen av landet, 80 km öster om huvudstaden Belmopan.